# Панфилов, Василий Сергеевич
Василий Сергеевич Панфилов (14 [27] декабря 1916, Москва — 1983, Москва) — советский футболист, нападающий. Заслуженный мастер спорта СССР (1950).

## Биография
Начал играть в 16 лет в московском «Шерстянике» (1932—1935).
Был призван в армию, в Белорусский военный округ, играл в минских «Динамо» (1936—1938, 1940—1941) и «Спартаке» (1939). В аннулированном чемпионате 1941 года в 9 матчах забил три гола.
В 1941—1944 годах был в составе «Торпедо» Горький.
В 1944 году пришёл в московское «Торпедо», за которое в 1945—1948 годах в чемпионате провёл 67 матчей, забил 28 мячей. Финалист Кубка СССР 1947. В 1946 году присвоено звание мастера спорта СССР.
В 1949—1952 годах играл за «Локомотив» Москва, лучший бомбардир команды в 1950 году — 14 мячей. Отличался стремительными скоростными рывками и сильнейшим ударом.
Играл за сборные Минска (участник матча против сборной Страны Басков в 1937) и Белорусской ССР.
В 1953 — второй тренер «Локомотива», в 1954—1955 тренер в структуре клуба, с 1956 помощник Бориса Аркадьева. Среди его воспитанников — Виктор Соколов, Игорь Зайцев, Виктор Ворошилов, Валентин Бубукин.
Позже работал в Футбольной школе молодёжи, СДЮШОР «Локомотив».